# Coppa del mondo di atletica leggera 1989
La quinta edizione della Coppa del mondo di atletica leggera si disputò dall'8 al 10 settembre 1989 allo Stadio Olimpico Lluís Companys di Barcellona, dove si sarebbero disputate le Olimpiadi tre anni dopo.
Per la seconda volta alla competizione parteciparono nove squadre: alle otto formazioni aventi diritto si aggiunse infatti la Spagna, come Paese organizzatore.
La nazionale statunitense giunse al primo posto nella classifica maschile, mentre la competizione femminile vide il successo della nazionale della Germania Est. Per entrambe le squadre si trattò di una conferma delle rispettive vittorie ottenute nell'edizione precedente.

## Risultati

### 100 m
| Pos. | Sq. | Atleta           | Ris.  |
| ---- | --- | ---------------- | ----- |
| 1    | GBR | Linford Christie | 10.10 |
| 2    | USA | Leroy Burrell    | 10.15 |
| 3    | EUR | Daniel Sangouma  | 10.17 |
| 4    | AFR | Olapade Adeniken | 10.20 |
| 5    | OCE | Tim Jackson      | 10.38 |
| 6    | RDA | Sven Matthes     | 10.41 |
| 7    | ESP | Javier Arqués    | 10.48 |
| 8    | ASI | Mardi Lestari    | 10.48 |
| 9    | AME | Joel Isasí       | 10.52 |

| Pos. | Sq. | Atleta            | Ris.  |
| ---- | --- | ----------------- | ----- |
| 1    | USA | Sheila Echols     | 11.18 |
| 2    | AFR | Mary Onyali       | 11.23 |
| 3    | RDA | Silke Möller      | 11.24 |
| 4    | EUR | Laurence Bily     | 11.31 |
| 5    | AME | Liliana Allen     | 11.34 |
| 6    | ESP | Sandra Myers      | 11.36 |
| 7    | URS | Natalya Voronova  | 11.49 |
| 8    | OCE | Susanne Broadrick | 11.96 |
| 9    | ASI | Wang Huei-Chen    | 11.97 |

### 200 m
| Pos. | Sq. | Atleta             | Ris.  |
| ---- | --- | ------------------ | ----- |
| 1    | AME | Robson da Silva    | 20.00 |
| 2    | USA | Floyd Heard        | 20.36 |
| 3    | AFR | Olapade Adeniken   | 20.38 |
| 4    | EUR | Stefano Tilli      | 20.41 |
| 5    | GBR | Marcus Adam        | 20.67 |
| 6    | RDA | Steffen Bringmann  | 20.74 |
| 7    | OCE | Tim Jackson        | 20.93 |
| 8    | ESP | Miguel Ángel Gómez | 20.98 |
| 9    | ASI | Jang Jae-Keun      | 21.25 |

| Pos. | Sq. | Atleta            | Ris.  |
| ---- | --- | ----------------- | ----- |
| 1    | RDA | Silke Möller      | 22.46 |
| 2    | AFR | Mary Onyali       | 22.82 |
| 3    | AME | Grace Jackson     | 22.87 |
| 4    | USA | Dannette Young    | 23.08 |
| 5    | URS | Galina Malchugina | 23.12 |
| 6    | EUR | Laurence Bily     | 23.20 |
| 7    | OCE | Susanne Broadrick | 24.05 |
| 8    | ASI | Zhang Xiaoqiong   | 24.25 |
| 9    | ESP | Blanca Lacambra   | 24.44 |

### 400 m
| Pos. | Sq. | Atleta            | Ris.  |
| ---- | --- | ----------------- | ----- |
| 1    | AME | Roberto Hernández | 44.58 |
| 2    | RDA | Jens Carlowitz    | 44.86 |
| 3    | AFR | Gabriel Tiacoh    | 44.97 |
| 4    | ASI | Mohammed AI-Malky | 45.26 |
| 5    | USA | Antonio Pettigrew | 45.30 |
| 6    | ESP | Cayetano Cornet   | 45.61 |
| 7    | EUR | Edgar Itt         | 45.69 |
| 8    | OCE | Mark Garner       | 46.08 |
| 9    | GBR | Derek Redmond     | 46.68 |

| Pos. | Sq. | Atleta             | Ris.  |
| ---- | --- | ------------------ | ----- |
| 1    | AME | Ana Fidelia Quirot | 50.60 |
| 2    | RDA | Grit Breuer        | 50.67 |
| 3    | AFR | Falilat Ogunkoya   | 51.67 |
| 4    | USA | Rochelle Stevens   | 52.16 |
| 5    | URS | Yelena Ruzina      | 52.48 |
| 6    | ESP | Julia Merino       | 53.63 |
| 7    | ASI | Shiny Abraham      | 53.80 |
| 8    | OCE | Kathy Sambell      | 53.92 |
|      | EUR | Marie-José Pérec   | DQ    |

### 800 m
| Pos. | Sq. | Atleta            | Ris.    |
| ---- | --- | ----------------- | ------- |
| 1    | GBR | Tom McKean        | 1:44.95 |
| 2    | RDA | Jens-Peter Herold | 1:45.04 |
| 3    | AFR | Nixon Kiprotich   | 1:45.08 |
| 4    | USA | Michael Macinko   | 1:46.47 |
| 5    | OCE | Simon Doyle       | 1:46.67 |
| 6    | AME | Karin Toledo Luis | 1:47.21 |
| 7    | EUR | Ari Suhonen       | 1:47.45 |
| 8    | ESP | Tomás de Teresa   | 1:45.94 |
| 9    | ASI | Isidro del Prado  | 1:53.83 |

| Pos. | Sq. | Atleta              | Ris.    |
| ---- | --- | ------------------- | ------- |
| 1    | AME | Ana Fidelia Quirot  | 1:54.44 |
| 2    | RDA | Sigrun Wodars       | 1:55.70 |
| 3    | EUR | Doina Melinte       | 1:56.55 |
| 4    | URS | Dalia Matuseviciene | 1:57.27 |
| 5    | ESP | Maite Zúñiga        | 1:58.49 |
| 6    | ASI | Sun Sumei           | 1:58.56 |
| 7    | AFR | Hassiba Boulmerka   | 2:00.21 |
| 8    | OCE | Kerrie Baumgartner  | 2:01.58 |
| 9    | USA | Joetta Clark        | 2:01.94 |

### 1500 m
| Pos. | Sq. | Atleta              | Ris.    |
| ---- | --- | ------------------- | ------- |
| 1    | AFR | Abdi Bile           | 3:35.56 |
| 2    | GBR | Sebastian Coe       | 3:35.79 |
| 3    | RDA | Jens-Peter Herold   | 3:35.87 |
| 4    | EUR | Gennaro Di Napoli   | 3:36.65 |
| 5    | OCE | Dean Paulin         | 3:38.84 |
| 6    | ESP | Fermín Cacho        | 3:40.34 |
| 7    | USA | Terrance Herrington | 3:40.88 |
| 8    | AME | Edgar de Oliveira   | 3:41.59 |
| 9    | ASI | Shigeki Nakayama    | 3:43.23 |

| Pos. | Sq. | Atleta                 | Ris.    |
| ---- | --- | ---------------------- | ------- |
| 1    | EUR | Paula Ivan             | 4:18.60 |
| 2    | URS | Yekaterina Podkopayeva | 4:19.44 |
| 3    | RDA | Yvonne Mai             | 4:20.30 |
| 4    | ESP | Montserrat Pujol       | 4:21.17 |
| 5    | AFR | Fatima Aouam           | 4:21.19 |
| 6    | ASI | Feng Yanbo             | 4:23.54 |
| 7    | AME | Rita de Jesús          | 4:25.55 |
| 8    | OCE | Elizabeth Rose         | 4:26.49 |
| 9    | USA | Regina Jacobs          | 4:30.78 |

### 5000 m / 3000 m
| Pos. | Sq. | Atleta             | Ris.     |
| ---- | --- | ------------------ | -------- |
| 1    | AFR | Saïd Aouita        | 13:23.14 |
| 2    | EUR | John Doherty       | 13:25.39 |
| 3    | ESP | José Luis Carreira | 13:25.94 |
| 4    | GBR | Jack Buckner       | 13:26.89 |
| 5    | ASI | Wang Helin         | 13:45.58 |
| 6    | RDA | Uwe Pflugner       | 13:46.84 |
| 7    | OCE | Andrew Lloyd       | 13:54.92 |
| 8    | USA | Keith Brantly      | 14:05.14 |
| 9    | AME | Ignacio Fragoso    | 14:22.88 |

| Pos. | Sq. | Atleta              | Ris.    |
| ---- | --- | ------------------- | ------- |
| 1    | EUR | Yvonne Murray       | 8:44.32 |
| 2    | URS | Tatyana Pozdnyakova | 8:49.42 |
| 3    | USA | Patti-Sue Plumer    | 8:54.33 |
| 4    | RDA | Ellen Kiessling     | 8:54.50 |
| 5    | AFR | Helen Kimaiyo       | 8:55.35 |
| 6    | ESP | Estela Estévez      | 9:08.17 |
| 7    | ASI | Wang Yongmei        | 9:08.65 |
| 8    | AME | Silvana Pereira     | 9:14.22 |
| 9    | OCE | Maree McDonagh      | 9:25.34 |

### 10000 m
| Pos. | Sq. | Atleta           | Ris.     |
| ---- | --- | ---------------- | -------- |
| 1    | EUR | Salvatore Antibo | 28:05.26 |
| 2    | AFR | Addis Abebe      | 28:06.43 |
| 3    | ESP | Antonio Prieto   | 28:07.42 |
| 4    | ASI | Haruo Urata      | 28:08.32 |
| 5    | AME | Rolando Vera     | 28:11.19 |
| 6    | OCE | Steve Moneghetti | 28:16.83 |
| 7    | USA | Keith Brantly    | 28:37.59 |
| 8    | GBR | Gary Staines     | 28:39.50 |
| 9    | RDA | Andre Wessel     | 29:02.28 |

| Pos. | Sq. | Atleta              | Ris.     |
| ---- | --- | ------------------- | -------- |
| 1    | RDA | Kathrin Ullrich     | 31:33.92 |
| 2    | EUR | Ingrid Kristiansen  | 31:42.01 |
| 3    | URS | Natalya Sorokivskya | 32:15.53 |
| 4    | USA | Nan Davis           | 32:23.09 |
| 5    | AFR | Jane Ngotho         | 32:49.81 |
| 6    | AME | Carmen de Oliveira  | 33:05.99 |
| 7    | OCE | Marguerite Buist    | 33:47.83 |
| 8    | ESP | Marina Prat         | 34:14.10 |
|      | ASI |                     | DNS      |

### 3000 m siepi
| \| Pos. \| Sq. \| Atleta \| Ris. \| \| ---- \| --- \| ----------------------- \| ------- \| \| 1 \| AFR \| Julius Kariuki \| 8:20.84 \| \| 2 \| EUR \| Alessandro Lambruschini \| 8:21.75 \| \| 3 \| RDA \| Hagen Melzer \| 8:23.21 \| \| 4 \| USA \| Brian Diemer \| 8:24.52 \| \| 5 \| GBR \| Tom Hanlon \| 8:28.34 \| \| 6 \| AME \| Adaúto Domingues \| 8:28.65 \| \| 7 \| ESP \| Benito Nogales \| 8:28.91 \| \| 8 \| ASI \| Hiroyuki Itabashi \| 8:38.69 \| \| 9 \| OCE \| Michael Inwood \| 8:46.51 \| |     |                         |         |
| Pos. | Sq. | Atleta                  | Ris.    |
| 1 | AFR | Julius Kariuki          | 8:20.84 |
| 2 | EUR | Alessandro Lambruschini | 8:21.75 |
| 3 | RDA | Hagen Melzer            | 8:23.21 |
| 4 | USA | Brian Diemer            | 8:24.52 |
| 5 | GBR | Tom Hanlon              | 8:28.34 |
| 6 | AME | Adaúto Domingues        | 8:28.65 |
| 7 | ESP | Benito Nogales          | 8:28.91 |
| 8 | ASI | Hiroyuki Itabashi       | 8:38.69 |
| 9 | OCE | Michael Inwood          | 8:46.51 |

### 110/100 m ostacoli
| Pos. | Sq. | Atleta             | Ris.  |
| ---- | --- | ------------------ | ----- |
| 1    | USA | Roger Kingdom      | 12.87 |
| 2    | GBR | Colin Jackson      | 12.95 |
| 3    | AME | Emilio Valle       | 13.21 |
| 4    | RDA | Holger Pohland     | 13.50 |
| 5    | ESP | Javier Moracho     | 13.83 |
| 6    | ASI | Toshihiko Iwasaki  | 14.00 |
| 7    | AFR | Ikechukwu Mbadugha | 14.05 |
| 8    | OCE | John Caliguri      | 14.18 |
|      | EUR | Tomasz Nagorka     | DNS   |

| Pos. | Sq. | Atleta                | Ris.  |
| ---- | --- | --------------------- | ----- |
| 1    | RDA | Cornelia Oschkenat    | 12.60 |
| 2    | URS | Ludmila Narozhilenko  | 12.80 |
| 3    | USA | Lynda Tolbert         | 12.86 |
| 4    | AME | Odalys Adams          | 12.86 |
| 5    | EUR | Claudia Zackiewicz    | 12.96 |
| 6    | ASI | Liu Huajin            | 13.43 |
| 7    | ESP | María José Mardomingo | 13.76 |
| 8    | AFR | Yasmina Azzizi        | 13.99 |
| 9    | OCE | Helen Pirovano        | 14.91 |

### 400 m ostacoli
| Pos. | Sq. | Atleta           | Ris.  |
| ---- | --- | ---------------- | ----- |
| 1    | USA | David Patrick    | 48.74 |
| 2    | AFR | Henry Amike      | 49.24 |
| 3    | GBR | Kriss Akabusi    | 49.42 |
| 4    | EUR | Josef Kucej      | 49.73 |
| 5    | ESP | José Alonso      | 50.09 |
| 6    | AME | John Graham      | 50.20 |
| 7    | OCE | Leigh Miller     | 50.36 |
| 8    | RDA | Hans-Jurgen Ende | 51.47 |
|      | ASI | Jasem Al-Dowaila | DNS   |

| Pos. | Sq. | Atleta                | Ris.  |
| ---- | --- | --------------------- | ----- |
| 1    | USA | Sandra Farmer-Patrick | 53.84 |
| 2    | URS | Tatyana Ledovskaya    | 54.68 |
| 3    | EUR | Sally Gunnell         | 55.25 |
| 4    | RDA | Petra Krug            | 55.56 |
| 5    | ASI | Chen Dongmei          | 57.40 |
| 6    | ESP | Esther Lahoz          | 58.56 |
| 7    | AME | Liliana Chalá         | 59.00 |
| 8    | OCE | Helen Graham          | 61.11 |
| 9    | AFR | Marie Womplou         | 62.03 |

### Salto in alto
| Pos. | Sq. | Atleta           | Ris. |
| ---- | --- | ---------------- | ---- |
| 1    | EUR | Patrik Sjöberg   | 2.34 |
| 2    | GBR | Dalton Grant     | 2.31 |
| 3    | AME | Javier Sotomayor | 2.25 |
| 4    | RDA | Gerd Wessig      | 2.20 |
| 4    | ASI | Liu Yunpeng      | 2.20 |
| 6    | USA | Brian Brown      | 2.20 |
| 7    | ESP | Gustavo Becker   | 2.20 |
| 7    | OCE | Ian Garrett      | 2.20 |
| 9    | AFR | Othmane Belfaa   | 2.20 |

| Pos. | Sq. | Atleta         | Ris. |
| ---- | --- | -------------- | ---- |
| 1    | AME | Silvia Costa   | 2.04 |
| 2    | URS | Tamara Bykova  | 1.97 |
| 3    | EUR | Alina Astafei  | 1.94 |
| 4    | RDA | Heike Balck    | 1.94 |
| 5    | USA | Jan Wohlschlag | 1.91 |
| 5    | ASI | Jin Ling       | 1.91 |
| 7    | AFR | Lucienne N'Da  | 1.80 |
| 8    | OCE | Gai Kapernick  | 1.80 |
| 9    | ESP | Isabel Mozún   | 1.75 |

### Salto con l'asta
| \| Pos. \| Sq. \| Atleta \| Ris. \| \| ---- \| --- \| --------------- \| ---- \| \| 1 \| EUR \| Philippe Collet \| 5.75 \| \| 2 \| USA \| Tim Bright \| 5.70 \| \| 3 \| RDA \| Uwe Langhammer \| 5.55 \| \| 4 \| ESP \| Javier García \| 5.50 \| \| 5 \| OCE \| Simon Arkell \| 5.45 \| \| 6 \| ASI \| Liang Xueren \| 5.40 \| \| 7 \| GBR \| Andy Ashurst \| 5.40 \| \| 8 \| AME \| Doug Wood \| 5.20 \| \| 9 \| AFR \| Sami Si Mohamed \| 4.60 \| |     |                 |      |
| Pos. | Sq. | Atleta          | Ris. |
| 1 | EUR | Philippe Collet | 5.75 |
| 2 | USA | Tim Bright      | 5.70 |
| 3 | RDA | Uwe Langhammer  | 5.55 |
| 4 | ESP | Javier García   | 5.50 |
| 5 | OCE | Simon Arkell    | 5.45 |
| 6 | ASI | Liang Xueren    | 5.40 |
| 7 | GBR | Andy Ashurst    | 5.40 |
| 8 | AME | Doug Wood       | 5.20 |
| 9 | AFR | Sami Si Mohamed | 4.60 |

### Salto in lungo
| Pos. | Sq. | Atleta           | Ris. |
| ---- | --- | ---------------- | ---- |
| 1    | USA | Larry Myricks    | 8.29 |
| 2    | AFR | Yusuf Alli       | 8.00 |
| 3    | GBR | Stewart Faulkner | 7.84 |
| 4    | EUR | Emiel Mellaard   | 7.82 |
| 5    | RDA | Marco Delonge    | 7.82 |
| 6    | ASI | Chen Zunrong     | 7.63 |
| 7    | ESP | Antonio Corgos   | 7.06 |
| 8    | AME | Jaime Jefferson  | 6.52 |
| 9    | OCE | Clint Harvey     | NH   |

| Pos. | Sq. | Atleta             | Ris. |
| ---- | --- | ------------------ | ---- |
| 1    | URS | Galina Chistyakova | 7.10 |
| 2    | EUR | Marieta Ilcu       | 6.71 |
| 3    | OCE | Nicole Boegman     | 6.64 |
| 4    | RDA | Helga Radtke       | 6.54 |
| 5    | ASI | Qiying Xiong       | 6.51 |
| 6    | USA | Claire Connor      | 6.30 |
| 7    | AME | Eloisa Echevarría  | 6.22 |
| 8    | AFR | Chioma Ajunwa      | 6.14 |
| 9    | ESP | Isabel López       | 6.00 |

### Salto triplo
| \| Pos. \| Sq. \| Atleta \| Ris. \| \| ---- \| --- \| ------------------- \| ----- \| \| 1 \| USA \| Mike Conley \| 17.49 \| \| 2 \| EUR \| Vladimir Inozemtsev \| 17.31 \| \| 3 \| GBR \| Jonathan Edwards \| 17.28 \| \| 4 \| RDA \| Jörg Friess \| 16.68 \| \| 5 \| ASI \| Chen Yanping \| 16.52 \| \| 6 \| AFR \| Eugene Koranteng \| 16.46 \| \| 7 \| AME \| Jorge Reyna \| 16.19 \| \| 8 \| OCE \| Matthew Sweeney \| 15.72 \| \| 9 \| ESP \| Mario Quintero \| 15.64 \| |     |                     |       |
| Pos. | Sq. | Atleta              | Ris.  |
| 1 | USA | Mike Conley         | 17.49 |
| 2 | EUR | Vladimir Inozemtsev | 17.31 |
| 3 | GBR | Jonathan Edwards    | 17.28 |
| 4 | RDA | Jörg Friess         | 16.68 |
| 5 | ASI | Chen Yanping        | 16.52 |
| 6 | AFR | Eugene Koranteng    | 16.46 |
| 7 | AME | Jorge Reyna         | 16.19 |
| 8 | OCE | Matthew Sweeney     | 15.72 |
| 9 | ESP | Mario Quintero      | 15.64 |

### Getto del peso
| Pos. | Sq. | Atleta            | Ris.  |
| ---- | --- | ----------------- | ----- |
| 1    | RDA | Ulf Timmermann    | 21.68 |
| 2    | EUR | Werner Günthör    | 21.40 |
| 3    | USA | Randy Barnes      | 21.10 |
| 4    | AME | Gert Weil         | 19.25 |
| 5    | GBR | Simon Williams    | 18.49 |
| 6    | OCE | John Minns        | 18.38 |
| 7    | ASI | Ma Yongfeng       | 18.20 |
| 8    | AFR | Mohammed Achouche | 17.40 |
| 9    | ESP | Matías Jiménez    | 16.14 |

| Pos. | Sq. | Atleta              | Ris.  |
| ---- | --- | ------------------- | ----- |
| 1    | ASI | Huang Zhihong       | 20.73 |
| 2    | RDA | Heike Hartwig       | 20.62 |
| 3    | EUR | Claudia Losch       | 20.10 |
| 4    | URS | Natal'ja Lisovskaja | 19.76 |
| 5    | AME | Belsis Laza         | 19.02 |
| 6    | USA | Ramona Pagel        | 18.77 |
| 7    | ESP | Margarita Ramos     | 15.61 |
| 8    | OCE | Astra Vitols        | 14.67 |
| 9    | AFR | Hanan Ahmed Khaled  | 13.26 |

### Lancio del disco
| Pos. | Sq. | Atleta             | Ris.  |
| ---- | --- | ------------------ | ----- |
| 1    | RDA | Jürgen Schult      | 67.12 |
| 2    | AME | Luis Delís         | 66.72 |
| 3    | EUR | Rolf Danneberg     | 65.30 |
| 4    | USA | Kamy Keshmiri      | 61.40 |
| 5    | OCE | Paul Nandapi       | 58.32 |
| 6    | ESP | David Martínez     | 57.46 |
| 7    | GBR | Paul Mardle        | 56.52 |
| 8    | ASI | Hu Tao             | 54.72 |
| 9    | AFR | Hassan Ahmed Hamad | 52.26 |

| Pos. | Sq. | Atleta               | Ris.  |
| ---- | --- | -------------------- | ----- |
| 1    | RDA | Ilke Wyludda         | 71.54 |
| 2    | ASI | Hou Xuemei           | 66.04 |
| 3    | AME | Maritza Martén       | 65.40 |
| 4    | EUR | Tsvetanka Khristova  | 61.96 |
| 5    | URS | Olga Davidova        | 61.46 |
| 6    | OCE | Lisa-Marie Vizaniari | 57.92 |
| 7    | USA | Connie Price         | 52.90 |
| 8    | ESP | Sonia Godall         | 48.54 |
| 9    | AFR | Zoubida Laayouni     | 48.34 |

### Lancio del martello
| \| Pos. \| Sq. \| Atleta \| Ris. \| \| ---- \| --- \| ---------------- \| ----- \| \| 1 \| EUR \| Heinz Weis \| 77.68 \| \| 2 \| USA \| Lance Deal \| 76.38 \| \| 3 \| RDA \| Ralf Haber \| 76.28 \| \| 4 \| ASI \| Bi Zhong \| 70.50 \| \| 5 \| AME \| Eladio Hernández \| 68.86 \| \| 6 \| OCE \| Phillip Spivey \| 68.40 \| \| 7 \| GBR \| Shane Peacock \| 67.68 \| \| 8 \| AFR \| Hakim Toumi \| 67.62 \| \| 9 \| ESP \| Anton Godall \| 62.50 \| |     |                  |       |
| Pos. | Sq. | Atleta           | Ris.  |
| 1 | EUR | Heinz Weis       | 77.68 |
| 2 | USA | Lance Deal       | 76.38 |
| 3 | RDA | Ralf Haber       | 76.28 |
| 4 | ASI | Bi Zhong         | 70.50 |
| 5 | AME | Eladio Hernández | 68.86 |
| 6 | OCE | Phillip Spivey   | 68.40 |
| 7 | GBR | Shane Peacock    | 67.68 |
| 8 | AFR | Hakim Toumi      | 67.62 |
| 9 | ESP | Anton Godall     | 62.50 |

### Lancio del giavellotto
| Pos. | Sq. | Atleta               | Ris.  |
| ---- | --- | -------------------- | ----- |
| 1    | GBR | Steve Backley        | 85.90 |
| 2    | ASI | Kazuhiro Mizoguchi   | 82.56 |
| 3    | RDA | Volker Hadwich       | 80.30 |
| 4    | USA | Michael Barnett      | 78.28 |
| 5    | AME | Ramón González       | 78.02 |
| 6    | EUR | Sigurdur Einarsson   | 73.54 |
| 7    | OCE | John Stapylton-Smith | 71.06 |
| 8    | AFR | Pius Bazighe         | 65.66 |
| 9    | ESP | Enrique Bassols      | 64.24 |

| Pos. | Sq. | Atleta              | Ris.  |
| ---- | --- | ------------------- | ----- |
| 1    | RDA | Petra Felke         | 70.32 |
| 2    | ASI | Zhang Li            | 61.50 |
| 3    | AME | Laverne Eve         | 60.32 |
| 4    | EUR | Brigitte Graune     | 59.76 |
| 5    | URS | Natalya Yermolovich | 57.52 |
| 6    | USA | Donna Mayhew        | 55.38 |
| 7    | OCE | Kaye Nordstrom      | 53.26 |
| 8    | AFR | Chinweoke Chikwelu  | 49.08 |
| 9    | ESP | Natividad Vizcaíno  | 46.48 |

### Staffetta 4 x 100
| Pos. | Sq. | Atleta | Ris.  |
| ---- | --- | ------ | ----- |
| 1    | USA |        | 38.29 |
| 2    | GBR |        | 38.34 |
| 3    | EUR |        | 38.47 |
| 4    | AFR |        | 38.81 |
| 5    | RDA |        | 39.02 |
| 6    | AME |        | 39.07 |
| 7    | OCE |        | 39.20 |
| 8    | ASI |        | 39.32 |
| 9    | ESP |        | 39.69 |

| Pos. | Sq. | Atleta | Ris.  |
| ---- | --- | ------ | ----- |
| 1    | RDA |        | 42.21 |
| 2    | URS |        | 42.76 |
| 3    | USA |        | 42.83 |
| 4    | AME |        | 43.58 |
| 5    | ESP |        | 44.62 |
| 6    | ASI |        | 44.91 |
| 7    | AFR |        | DNF   |
|      | OCE |        | DQ    |
|      | EUR |        | DQ    |

### Staffetta 4 x 400
| Pos. | Sq. | Atleta | Ris.    |
| ---- | --- | ------ | ------- |
| 1    | AME |        | 3:00.65 |
| 2    | USA |        | 3:00.99 |
| 3    | AFR |        | 3:01.88 |
| 4    | GBR |        | 3:02.64 |
| 5    | RDA |        | 3:02.73 |
| 6    | EUR |        | 3:02.95 |
| 7    | OCE |        | 3:04.88 |
| 8    | ESP |        | 3:05.26 |
| 9    | ASI |        | 3:05.63 |

| Pos. | Sq. | Atleta | Ris.    |
| ---- | --- | ------ | ------- |
| 1    | AME |        | 3:23.05 |
| 2    | RDA |        | 3:23.97 |
| 3    | URS |        | 3:26.15 |
| 4    | USA |        | 3:27.29 |
| 5    | AFR |        | 3:29.76 |
| 6    | OCE |        | 3:33.72 |
| 7    | ASI |        | 3:34.54 |
| 8    | ESP |        | 3:36.50 |
|      | EUR |        | DQ      |

## Classifiche
| Pos. | Squadra      | Punti |
| ---- | ------------ | ----- |
| 1    | Stati Uniti  | 133   |
| 2    | Europa       | 127   |
| 3    | Regno Unito  | 119   |
| 4    | Germania Est | 116,5 |
| 5    | Africa       | 107   |
| 6    | America      | 97    |
| 7    | Asia         | 68,5  |
| 8    | Spagna       | 64,5  |
| 8    | Oceania      | 64,5  |

| Pos. | Squadra          | Punti |
| ---- | ---------------- | ----- |
| 1    | Germania Est     | 124   |
| 2    | Unione Sovietica | 106   |
| 3    | Americhe         | 94    |
| 4    | Europa           | 89    |
| 5    | Stati Uniti      | 84,5  |
| 6    | Asia             | 67,5  |
| 7    | Africa           | 58    |
| 8    | Spagna           | 48    |
| 9    | Oceania          | 40    |